# Psilose
Cette page contient des caractères spéciaux ou non latins. S’ils s’affichent mal (▯, ?, etc.), consultez la page d’aide Unicode.
 (novembre 2008).
Si vous disposez d'ouvrages ou d'articles de référence ou si vous connaissez des sites web de qualité traitant du thème abordé ici, merci de compléter l'article en donnant les références utiles à sa vérifiabilité et en les liant à la section « Notes et références ».
La psilose (du grec ψίλωσις psílôsis, « retour à l'état nu ») est une modification phonétique consistant en l'amuïssement du son [h], le plus souvent en début de mot, c'est-à-dire une perte d'aspiration, initiale ou non. Ce terme décrit principalement trois réalités : 
- la perte d'aspiration initiale par erreur d'élocution ;
- celle propre à certains dialectes du grec antique ;
- celle du français, qui n'est pas une psilose réelle.

## La psilose comme erreur d'élocution ou variante dialectale
Elle est fréquente chez les locuteurs d'une langue étrangère quand ils doivent utiliser ce phonème qui leur est étranger. Ainsi, nombre de francophones pratiquent souvent la psilose quand ils parlent anglais, langue dans laquelle /h/ est un phonème. Cette psilose est particulièrempent notable quand plusieurs [h] en début de mot se succèdent. Les ouvrages de diction anglaise (comme Better English Pronunciation de J. D. O'Connor, paru chez Cambridge University Press) signalent que la psilose en anglais est encore ressentie socialement comme la marque d'un locuteur peu cultivé. Elle est néanmoins en augmentation constante en Angleterre (sauf en Est-Anglie et dans le Northumberland) et au Pays de Galles, mais non en Écosse, et dans d'autres territoires anglophones (h-dropping).
D'autre part, les anglophones australiens pratiquent fréquemment la psilose : ils auront tendance, dans une prononciation moins soutenue, à dire ave au lieu de have, im pour him,  etc. Dans ce cas, on ne parlera pas tant d'une erreur que d'une variante dialectale.

## En grec
Le grec ancien, au cours de son histoire, a développé un phonème [h] en début de mot à partir de l'affaiblissement de plusieurs consonnes, dont [s], [j] et [w] principalement. Dans certains dialectes dits « dialectes à psilose », cette aspiration n'est pas restée ; un terme comme soleil, hérité de l'indo-européen *sāweliyos, se dit, selon les dialectes, avec un [h] initial ou non (l'écriture note l'aspiration par l'esprit rude) : 
- sans psilose : homérique ἡέλιος hêélios, ionien-attique ἥλιος hếlios, dorien littéraire ἅλιος hálios ;
- avec psilose : crétois et pamphylien ἀβέλιος avélios, dorien littéraire ἀέλιος aélios, arcadien ἀέλιος aélios, lesbien ἀϝέλιος avélios.

Le grec moderne peut être aussi considéré comme un état de la langue à psilose puisque le phonème [h] en est absent.

## En français
Le français n'ayant pas de phonème correspondant à la consonne [h] (à l'exception de mots importés comme hop,  /hɔp/), on ne peut pas commettre de psilose au sens propre. Néanmoins, il existe un graphème h qui, en début de mot, impose parfois une absence de liaison (ou disjonction phonétique) avec la consonne terminant le mot précédent. Cet usage du h est dit « h aspiré » même s'il n'y a aucune aspiration associée à la prononciation du mot. Par exemple, le h de  haricot est dit aspiré car il impose de ne pas faire la liaison dans l'expression « les haricots » qui se prononce donc /le ariko/ et non /lezariko/. À l'inverse, h est dit « muet » lorsqu'il autorise la liaison (comme les hommes, /lezɔm/) et donc, le cas échéant, l'élision de la voyelle précédente (on écrit « l'homme » et non « le homme », alors qu'il faut écrire « le héros » car ce dernier mot commence par un h aspiré). La disjonction phonétique liée au h aspiré, en fait un hiatus, peut être réalisée comme un coup de glotte quand elle est exagérée devant voyelle ou obligatoirement devant consonne. 
La présence d'un h aspiré ou d'un h muet à l'initiale d'un mot prétend répondre à des critères étymologiques. Il n'est donc pas rare de rencontrer des prononciations considérées comme fautives où le h aspiré n'est pas marqué et la liaison est faite. Hormis dans un registre de langue populaire, de telles erreurs de prononciation restent rares sur les mots courants (comme haricot ou hérisson). Toutefois sur des mots moins fréquents, y compris en registre courant ou dans le parler journalistique, les psiloses ne sont pas rares (le handicap, le héron). À l'inverse, par hypercorrection, certains locuteurs prononcent parfois un h muet comme un h aspiré : certains hellénistes disent et écrivent le hoplite au lieu de l'hoplite, par contamination du grec ancien. L'Académie française, y compris dans la réforme de 1990, n'a jamais recommandé ni même toléré l'abandon du h aspiré.